# Nysted Højskole
Nysted Højskole var en dansk folkehøjskole, der lå i købstaden Nysted på det sydlige Lolland fra 1891 til 1902.
Nysted Højskole er opført i 1891, indviet 3 november 1891 og blev nedlagt i 1902. Højskolen blev nedlagt på grund af ringe tilgang af elever.
Højskolen i Nysted må ikke forveksles med Nysted Højskole (Nebraska)

## Forstandere
Forstanderne i højskolens levetid har været:
- Landbrugskandidat Larsen, nov. 1891 til nov. 1893
- Cand. theol Asger Højmark,  nov. 1893 til nov. 1895
- Seminarist Morten Lilbæk, nov. 1895 til maj 1900
- Cand. theol Hans Hansen, maj 1900 til nov. 1902

## Bygningerne
Højskolen er opført på samme sted i Spurvevænget (del af bymarken) hvor Nysted franciskanerkloster tidligere havde ligget.
I Januar 1904 solgtes Højskolen til Dyrlæge Hansen i Nysted for 14.000 Kr. Efterfølgende har bygningerne tjent som dyrlægeklinik i nogle år. 
I 1960erne var der på stedet en mindre metalvirksomhed, der lod en gymnastiksal rive ned. Senere var der skydebane for en lokal skytteklub og lokaler for de blå spejdere, 
Nysted Efterskole har siden overtaget bygningerne, men i dag ligger den tiloversblevne bygning tom og forsømt.